# Bruchophagus grisselli
Bruchophagus grisselli is een vliesvleugelig insect uit de familie Eurytomidae. De wetenschappelijke naam is voor het eerst geldig gepubliceerd in 1991 door McDaniel & Boe.